# Ateneu Cultural i Esportiu d'Alaquàs
L'Ateneu Cultural i Esportiu és una associació fundada a Alaquàs el 1927 (amb el nom inicial de Casino d'Alaquàs ubicat a la plaça de la Constitució. Anteriorment va tindre altres noms, en 1895 Sociedad Instructiva y Recreativa de Alacuàs, en 1905 passa a denominar-se Sociedad Musical de Alacuàs, el 1916 Círculo Liberal Monárquico de Alacuàs. En 1975 va passar a anomenar-se Ateneu Cultural i Esportiu.
La seua construcció va costar 46.683 pessetes a més de 13.000 pessetes per la compra de la casa per fer l'obra i les 1.462 pessetes pels interessos d'endeutament generat.